# Ouro Branco (Rio Grande do Norte)
Ouro Branco est une municipalité brésilienne située dans l'État du Rio Grande do Norte, dans le Nord-Est du Brésil.